# Coupe de Hongrie de rugby à XV
La Coupe de Hongrie de rugby à XV ou Kupa Felnőtt est une compétition annuelle de rugby à XV organisée par la Fédération hongroise de rugby à XV.

## Histoire
La compétition a été créée en 1991 et voit la victoire de Zöld Sólymok pour sa 1re édition. 

## Palmarès
| Saison | Vainqueur                 | Score   | Finaliste        |
| ------ | ------------------------- | ------- | ---------------- |
| 1991   | Zöld Sólymok              | -       | -                |
| ...    | -                         | -       | -                |
| 1997   | Battai Bulldogok          | -       | -                |
| 1998   | Kispesti Elefántok        | -       | -                |
| 1999   | Kispesti Elefántok        | -       | -                |
| 2000   | Esztergomi Vitézek Suzuki | -       | -                |
| 2001   | Esztergomi Vitézek Suzuki | -       | -                |
| 2002   | Esztergomi Vitézek Suzuki | -       | -                |
| 2003   | Esztergomi Vitézek Suzuki | -       | -                |
| 2004   | Esztergomi Vitézek Suzuki | -       | -                |
| 2005   | Esztergomi Vitézek Suzuki | -       | -                |
| 2006   | Esztergomi Vitézek Suzuki | -       | -                |
| 2007   | Esztergomi Vitézek Suzuki | -       | -                |
| 2008   | Esztergomi Vitézek Suzuki | 32 - 5  | Kecskeméti ARC   |
| 2009   | Esztergomi Vitézek Suzuki | 25 - 15 | Battai Bulldogok |
| 2010   | Esztergomi Vitézek Suzuki | -       | -                |
| 2011   | Esztergomi Vitézek Suzuki | -       | -                |
| 2012   | Esztergomi Vitézek Suzuki | -       | -                |
| 2013   | -                         | -       | -                |

## Bilan
| Club                      | Titre(s) | Premier(s) - Dernier(s) |
| ------------------------- | -------- | ----------------------- |
| Esztergomi Vitézek Suzuki | 13       | 2000-2012               |
| Kispesti Elefántok        | 2        | 1998-1999               |
| Battai Bulldogok          | 1        | 1997                    |
| Zöld Sólymok              | 1        | 1991                    |